# One Day in Your Life (álbum)
One Day In Your Life es un álbum recopilatorio de canciones inéditas de Michael Jackson y los Jackson Five que hicieron entre 1973 y 1975, menos la canción que da título al álbum que ya salió en el álbum Forever, Michael. Fue lanzado por la Motown Records en 1981 como un recopilatorio de canciones inéditas de Michael Jackson, aunque luego desmentiría que algunas de las canciones eran de los Jackson Five.
El álbum vendió 1,6 millones de copias en todo el mundo, 0,7 millones de ellas en EE. UU.

## Lista de canciones
| N.º | Título                             | Escritor(es)                                    | Duración |  |
| 1.  | «One Day in Your Life»             | Renée Armand, Sam Brown                         | 4:12     |  |
| 2.  | «Don't Say Goodbye Again»          | Pam Sawyer, Leon Ware                           | 3:22     |  |
| 3.  | «You're My Best Friend, My Love»   | Sam Brown, Christine Yarian                     | 3:23     |  |
| 4.  | «Take Me Back»                     | Edward Holland, Jr., Brian Holland              | 3:22     |  |
| 5.  | «We've Got Forever»                | Elliot Willensky                                | 3:09     |  |
| 6.  | «It's Too Late to Change the Time» | Pam Sawyer, Leon Ware                           | 3:53     |  |
| 7.  | «You Are There»                    | Sam Brown, Rand Meitzenheimer, Christine Yarian | 3:20     |  |
| 8.  | «Dear Michael»                     | Hal Davis, Elliot Willensky                     | 2:33     |  |
| 9.  | «I'll Come Home to You»            | Freddie Perren, Christine Yarian                | 3:00     |  |
| 10. | «Make Tonight All Mine»            | Freddie Perren, Christine Yarian                | 3:18     |  |